# Campanha blitz
No mundo do marketing, uma blitz é uma campanha de marketing muito curta, intensa e focada para um produto ou empresa. Uma campanha blitz é uma estratégia de marketing projetada para promover um produto ou um negócio rapidamente por meio do uso da grande mídia; também é chamada de "blitz de marketing", "campanha de marketing baseada no tempo" e "marketing intensivo". A ideia por trás de uma campanha de marketing blitz é fazer com que o maior número de pessoas vejam o negócio ou o produto em um curto espaço de tempo. Normalmente, as campanhas blitz são voltadas para empresas locais e não para um público mais amplo.

## Como funciona
As campanhas blitz usam vários meios de comunicação de massa, especificamente a internet, para fornecer informações sobre um produto ou negócio rapidamente para um público local. Uma das maneiras mais comuns e vantajosas de concluir uma campanha blitz é usar mecanismos de pesquisa. O ideal é que, depois de configurar sua campanha, seu negócio ou produto apareceria rapidamente nos mecanismos de pesquisa. Uma campanha blitz vai emprestar muito do marketing de pesquisa, incluindo otimização para motores de busca e o uso de publicidade contextual. O e-mail é outro método de entrega de informações de produtos ou negócios durante uma campanha blitz. No entanto, sem uma segmentação cuidadosa do público, você pode não alcançar os resultados que deseja. Você deve conhecer seu público para concluir com sucesso uma campanha blitz.
Campanhas blitz de marketing também podem apresentar o uso de meios impressos, como brochuras, anúncios de jornal, artigos de revistas e cupons.

### Público
Descobrir seu público-alvo em uma blitz de marketing é muito importante. Sem o conhecimento prévio do público, sua blitz não será tão eficaz quanto poderia ser. Certifique-se de ter um público em mente antes de iniciar qualquer campanha de marketing de um produto ou negócio. Você deve saber para quem está tentando vender o produto.

## Vantagens
As campanhas blitz ajudam empresas e produtos desconhecidos a se tornarem mais conhecidos por um público específico por meio do uso de exposição persistente na mídia. Esse tipo de campanha pode ajudar seu produto completamente novo a se tornar algo digno de nota, em vez de algo para se olhar para o passado. Uma campanha blitz pode ser a ferramenta de marketing perfeita para conteúdo sazonal. Por exemplo, se você tem um evento de feriado que deseja anunciar, deve promovê-lo durante a temporada apropriada e ele produzirá melhores resultados.
O intervalo de tempo de uma campanha blitz também é vantajoso. Uma campanha concentrada por um curto período de tempo significa resultados muito rápidos e diretos. Campanhas mais longas podem arrastar resultados e aborrecer seu público.

## Desvantagens
Uma campanha blitz tem várias vantagens, mas também existem algumas limitações para o que essa campanha de marketing pode fazer. Uma das vantagens da campanha blitz — que é tão direta e local para uma área — também pode atrapalhar seu desempenho se espalhar mais no âmago da campanha. Como a localização é muito importante, não entender seu público também pode levar a uma campanha mais fraca.

## Blitzes de marketing de sucesso
Nos últimos anos, houve várias blitzes de marketing bem-sucedidas, principalmente de empresas de computadores e de jogos eletrônicos. Uma dessas blitzes veio da Microsoft em 2009 para seu jogo Halo 3. A Microsoft planejava usar mídia online, impressa e televisiva para chamar a atenção para o jogo. Outra blitz de sucesso vem do McDonald's para seus McCafés. O McDonald's usou vários meios de comunicação e livretos de cupons para promover suas bebidas com café. A Google também embarcou em uma campanha de marketing para o telefone Nexus One. Este produto tinha seu próprio canal no YouTube e também esteve presente nas páginas online do Google.